# Encentrum minax
Encentrum minax is een raderdiertjessoort uit de familie Dicranophoridae. De wetenschappelijke naam van deze soort is voor het eerst geldig gepubliceerd in 1943 door Donner.